# Алмашу-Мік (Балк, Біхор)
Алмашу-Мік (рум. Almașu Mic) — село у повіті Біхор в Румунії. Входить до складу комуни Балк.
Село розташоване на відстані 423 км на північний захід від Бухареста, 52 км на північний схід від Ораді, 102 км на північний захід від Клуж-Напоки.

## Населення
За даними перепису населення 2002 року у селі проживали 453 особи, усі — румуни. Усі жителі села рідною мовою назвали румунську.